# Grænsekonflikten mellem Cambodja og Thailand i 2025
|  | Denne artikel beskriver en aktuel begivenhed Informationerne kan blive ændret hurtigt, som begivenheden skrider frem. |

Grænsekonflikten mellem Cambodja og Thailand i 2025 er kulminationen den 24. juli 2025 i en længerevarende grænsekonflikt mellem Cambodja og Thailand, som udviklede sig til væbnede sammenstød, med risiko for egentlig krig. Der blev imidlertid indgået en våbenhvile med virkning fra midnat til den 29. juli.

## Baggrund for konflikten
Cambodjas forhold til Thailand har været anspændt i århundreder. Kejserlige og koloniale konflikter førte til evige territoriale stridigheder. Moderne global politik komplicerede yderligere de bilaterale forbindelser, med Khmer Rouge, vietnamesisk invasion, flygtninge osv., der satte Thailand i en meget vanskelig situation, uanset hvem det støttede.
Konflikten mellem Thailand og Cambodja hidrører primært fra grænsedragning med kolonien Fransk Indokina i slutningen af 1800-tallet og begyndelsen af 1900-tallet, i særdeleshed Franko-Siamese-aftalerne fra 1904 og 1907. Grænsedragningen var upræcis – i forhold til nutidens normer – og især områder med ruiner af gamle khmer-templer, herunder Preah Vihear, beliggende stort set på selve grænsen, har været årsag til konflikt. Thailand protesterede og hævdede, at franske kort annekterede områder, der historisk set var thailandske. Den Internationale Domstol tildelte Preah Vihear-templet til Cambodja i 1962, men løste ikke alle tilstødende territoriale tvister.
De to nationer er uenige om er den såkaldte Smaragdtrekant – et område, hvor grænserne mellem begge lande og Laos mødes, og hvor der findes adskillige gamle templer. Mellem 2008 og 2011 var der flere væbnede sammenstød, men FNs Internationale Domstolsafgørelse i 2013 afgjorde sagen i over et årti. Den Internationale Domstols kendelse var i Cambodjas favør og overdrog landet kontrollen over området omkring Preah Vihear-templet. Thailand nægtede imidlertid at anerkende domstolens jurisdiktion i denne sag. Retten behandlede dog ikke nogen af de andre omstridte områder, især dem inden for "Smaragdtrekanten".
I 2011 stod premierminister Abhisit Vejjajivas regering stod over for nationalistisk pres, på grund af det omstridte område på 4,6 kvadratkilometer ved Preah Vihear-templet. Forholdet Thailand og Cambodja blev yderligere anspændt med Cambojas ensidige registrering af templet som verdensarvssted, hvilket førte til væbnede sammenstød, der rystede begge nationer. Mellem den 4. og 7. februar var der kampe nær Preah Vihear-templet, der involverede såvel dødsfald som materielle skader. I april udbrød der væbnede kampe ved tempelruinerne Prasat Ta Muen Thom og Prasat Ta Krabey – også kendt som Ta Kwai – der varede flere dage, beliggende på grænsen ved Surin-provinsen. Den 18. juli beordrede Den Internationale Domstol tilbagetrækning af tropper fra den omstridte zone.
Konflikten blev yderligere eskaleret i 2025, da Thailand trak sin ambassadør tilbage fra Phnom Penh og udviste den cambodjanske udsending efter landmineeksplosioner, der sårede thailandske soldater. Thailand beskyldte Cambodja for, at de for nylig havde placeret disse miner, en påstand, som Phnom Penh afviste som ubegrundet.

## Shinawatra-familiens forhold til Cambodja
Paetongtarn-regeringen var blevet lammet på mange måder, og Paetongtarn og hendes far, Thaksin Shinawatra stod over for retssager. Hun er blevet suspenderet som premierminister. Deres engagement i national suverænitet har aldrig været deres stærkeste punkt. En bølge af nationalisme har ofte tidligere overalt hjulpet politikere i indenlandske problemer. Cambodjas hjælp var nødvendig. En mulighed, som i første omgang lød plausibel i betragtning af det meget tætte forhold mellem Shinawatra-familen og den cambodjanske politiske elite. Men i stedet kom der en lækage fra Cambodja af en privat telefonosamtale mellem Paetongtarn og Cambodjas tidligere premierminister (1985-2023), Hun Sen, som hun kaldte "Onkel". Desuden fortalte hun i den kontroversielle samtale, om thailandske militære handlinger, som hun ikke var helt tilfreds med. Lækagen fulgte efter en besynderlig Hun Sen-erklæring, der krævede en taknemmelighedsdemonstration fra de thailandske rødtrøjer, som blev de facto-ledet af hendes far, Thaksin. Desuden var der billeder fra soveværelset, der stod klar til Shinawatra-familiemedlemmer, hvis de måtte flygte i eksil fra Thailand (både Thaksin og hans søster, tidligere premierminister Yingluck Shinawatra, havde tidligere benyttet den mulighed).
Shinawatra-Hun Sen-båndene var blæst væk. Som om det, han gjorde, ikke var nok til at dømme den thailandske klan, beskyldte Hun Sen desuden Thaksin for at fremsætte privat kritik af den højeste thailandske institution og videresende klassificerede oplysninger fra den thailandske regering til Cambodja. Dette er ikke et "forklædt" venligt træk, der løb løbsk, men derimod ren nag. Thailands regerende Shinawatra-familie havde tilsyneladende gjort noget, som Hun Sen ikke brød sig om. Det kunne være, at den thailandske regering ønskede at tillade casino drift – hvor thailændere hidtil har måttet krydse grænsen til Cambodja, for at spille på casino – og de thailandske myndigheders bekæmpelse af lukrative svindelnetværk, der opererer ved grænsen.
Den 26. juli – på den militære konfrontations tredje dag – udtalte Thaksin ved et politisk møde i Ubon Ratchathani-provinsen: »Denne hændelse er slet ikke en konflikt mellem to familier, men fordi han [Hun Sen] er utilfreds med vores land.« Thaksin tilføjede: Det, der skete, skete, fordi han bliver sindssyg alene, sidder på sociale medier hele dagen som en zombie, bliver frustreret og leder efter problemer, når vi ikke har gjort noget forkert. Det handler slet ikke om en personlig konflikt – der er ingen. Jeg har aldrig haft nogen konflikt med ham. Han er en person, der startede med mistænksomhed og skabte mere nationalistisk stemning i sit land.«
Thaksin forklarede, at da han den 6. juni modtog rapporter om, at Cambodja havde flyttet 12.000 tropper til den thailandske grænse, ringede han til Hun Sen via en tolk, for at protestere og spurgte, hvorfor dette skete, når deres børn var ledere af begge lande – skulle de i krig? Han understregede, at de skulle forhandle på alle niveauer. Søndag den 8. juni trak Cambodja sine styrker tilbage uden varsel. På det tidspunkt havde det thailandske militær allerede besluttet at implementere nye åbningstider for kontrolposterne, hvilket var en ikke-aggressiv foranstaltning. Da den nye tidsplan trådte i kraft mandag den 9. juni, blev Hun Sen vred og kom med upassende kommentarer på sociale medier. Thaksin fortsatte: »Da vores premierminister, Paetongtarn, kritiserede ham for at være uprofessionel, planlagde han at optage den samtale. Det er dér, problemet ligger – ikke fordi vi skabte problemer, men fordi han var mistænksom og ville udføre sine planlagte handlinger.«
Thaksin forklarede, at de interesser Thailand beskyttede, var i konflikt med de fordele, Hun Sen modtog fra svindlernetværk. Han henviste til sit tidligere direktiv om, at politiet skulle inspicere nogle 25-etagers bygninger på den cambodjanske side, men opdagede efterfølgende, at bygningsejerne var Hun Sens medarbejdere, som nu er eftersøgt i Thailand. Den suspenderede thailandske premierminister, Thaksins datter Paetongtarn Shinawatra, sagde også den 26. juli, at hun mener, at Thailands igangværende konflikter med Cambodja stammer fra hendes regerings hårde indsats mod svindelnumre. Hun sagde, at Cambodja var fornærmet over en trilateral aftale, som Thailand for nylig indgik med Laos og Myanmar om i fællesskab, at slå ned på grænseoverskridende svindelcentre. Paetongtarn tilføjede: »Men da min regering derefter inviterede Cambodja til at tilslutte sig aftalen, afviste landet tilbuddet. Når jeg ser tilbage, går det op for mig, at Cambodja kunne være blevet fornærmet af den trepartsaftale. om at slå ned på svindelnumre, hvilket har ført til de igangværende konflikter.«

## Optakt til 2025-konflikten
Væsentlige forhold i optakt til kampene, der brød ud den 24. juli.
- 28. maj: En kort ildkamp brød ud mellem thailandske og cambodjanske soldater i et omstridt område ved Ubon Ratchathani-provinsen. Oprindeligt blev der ikke rapporteret om tilskadekomne, men Cambodja meddelte dog senere, at en af deres soldater var blevet dræbt. Cambodja hævdede tillige, at Thailand skød først. Thailand insisterede på, at de handlede i selvforsvar.
- 6-7. juni: Thailand reducerede åbningstider for grænseovergange.
- 13. juni: Cambodja forbød thailandske film og digitale kanaler.
- 14.-15. juni: Thailand og Cambodja mødtes for at diskutere metoder, til at deeskalere spændingerne.
- 15. juni: Den thailandske premierminister, Paetongtarn Shinawatra, og tidligere cambodjanske premierminister, Hun Sen foretog et privat telefonopkald, for at afhjælpe situationen.
- 17.-19. juni: Cambodja forbød import af thailandsk brændstof, gas, frugt, sæbeoperaer og film. Som reaktion herpå forkortede Thailand åbningstiderne ved flere grænsekontrolsteder.
- 18. juni: Et ni minutter langt lydklip af den private telefonsamtale den 15. juni blev offentliggjort af den tidligere cambodjanske premierminister, Hun Sen. I klippet omtalte den thailandske premierminister, Paetongtarn Shinawatra, Hun Sen som "onkel" og kritiserede en thailandsk general. Klippet udløste en nationalistisk modreaktion i begge lande. Titusindvis demonstrerede i Phnom Penh med et fredeligt optog til støtte for Cambodjas holdning.
- 19. juni: Thailand indkaldte den cambodjanske ambassadør i protest mod lækagen af det følsomme telefonopkald.
- 23. juni: Thailand afbrød el-leverance til adskillige cambodjanske byer, der angiveligt husede online-svindeloperationer. Som gengældelse reducerede Cambodja internetbåndbredden leveret af thailandske virksomheder. Thailand overdrog kontrol med grænsekontrolpunkter til militæret og lukkede alle grænseovergange for trafik, bortset fra humanitære årsager.
- 28. juni: Nationalistiske protester brød ud i Bangkok med krav om premierministerens afgang.
- 1. juli: Thailands forfatningsdomstol suspenderede premierminister Paetongtarn Shinawatra i afventning af yderligere retssager.
- 15. juli - Kaos brød ud ved Ta Muen Thom-templet i Surin-provinsen efter en kort konfrontation mellem thailandske og cambodjanske tropper. Turister blev evakueret, og der blev indført et midlertidigt forbud mod nye besøg i templet.
- 16. juli: Tre thailandske soldater trådte på landminer, mens de patruljerede den thailandsk-cambodjanske grænse. En soldat mistede sin ankel. Thailand beskyldte Cambodja for at udlægge nye miner. Cambodja svarede, at minerne var rester fra tidligere konflikter.
- July 21: Thailand opdagede ti nyplantede russiskproducerede PMN-2-miner og udsendte en formel protest. Cambodja afviste påstanden som ubegrundet med henvisning gammel ammunition.
- 22. juli: Det thailandske mineaktionscenter indgav internationale rapporter, med henvisning til nyligt plantede miner fundet på thailandsk territorium.
- 23. juli: Thailand nedgraderede de diplomatiske forbindelser med Cambodja efter en landmineeksplosion, der resulterede i, at en thailandsk soldat mistede sit ben. Landet kaldte sin ambassadør tilbage fra Phnom Penh og udviste den cambodjanske udsending.
- 24. juli: Grænsekampe brød ud, da cambodjanske tropper åbnede ild mod thailandske soldater ved Ta Muen Thom-templet i Surin-provinsen.

## Angreb den 24. juli 2025
Den 24. juli udviklede grænsekonflikten med Cambodja, hvor landminer havde skadet thailandske soldater, sig til regulære træfninger i grænseprovinserne Sisaket, Surin og Buriram. Parterne – Thailand og Cambodja – beskyldte hinanden for at starte. Cambodjanske BM-21-raketter ramte civile i Thailand, blandt andet en 7-Eleven-forretning i Ban Phue, Sisaket-provinsen, og beboelse i Kap Choeng, Surin-provinsen. Thailand svarede tilbage med F-16 angreb på cambodjanske militærbaser. I alt 13 civile thailændere blev dræbt og 32 såret, heraf syv alvorligt. Der var børn og skolebørn blandt iblandt ofrene. De militære tab var en dræbt og 14 sårede, heraf seks alvorligt.
Ramte civile områder:
- PTT tankstation og 7-Eleven forretning i Ban Phue,Sisaket-provinsen: 6 civile dræbt, 10 såret.
- Ban Chorak, Kap Choeng-distriktet, Surin-provinsen: 2 civile dræbt, inklusive en 8-årig dreng, 2 såret.
- Ban Kut Chiang Moon, Ubon Ratchathani-provinsen: 1 civil dræbt, 1 såret.
- Landsby 16, Ban Kruat underdistrikt, Buri Ram-provinsen: 1 civil såret.
- Desuden materielle skader på civile ejendomme i Buri Ram-provinsen, Surin-provinsen og Ubon Ratchathani-provinsen.

Flere end 100.000 civile thailændere blev evakueret fra fire provinser med grænse til Cambodja.

## 25. juli
Skudvekslinger blev genoptaget klokken fire om morgenen i Ubon Ratchathani-provinsen, hvor cambodjanske tropper affyrede BM-21-raketter og feltartillerigranater indtil klokken otte. Den thailandske hær besvarede med artilleriild. En halv time senere brød kampe ud omkring Preah Vihear-templet i Si Sa Ket-provinsen, hvor cambodjanske styrker beskød thailandske tropper. Der blev også rapporteret om voldsom ildkamp andre steder. De thailandske styrker opretholdt kontrol over alle konfrontationspunkter ved at indsætte kampvogne og artilleri for effektivt at gengælde angreb, hvilket resulterede i, at omkring 100 cambodjanske soldater blev dræbt.
Thailands fungerende premierminister, Phumtham Wechayachai, udtalte: »Cambodjas angreb rettet mod hospitaler, civile og deres lokalsamfund, som har ført til uskyldige menneskers død, herunder børn, udgør krigsforbrydelser.« Phumtham tilføjede, at angrebene, herunder bombningen af en dagligvarebutik ved en tankstation i Si Sa Ket-provinsen den 24. juli, bevidst var rettet mod civile og i strid med international lov.
Generalmajor Winthai Suwaree, talsmand for den thailandske hær, svarede på Cambodjas påstande om, at Thailand havde brugt klyngebomber. Han præciserede, at klyngebomber kun bruges, når det er nødvendigt for at ramme militære mål. Han forklarede, at når hovedgranaten rammer målet, vil subammunitionen indeni detonere sekventielt. Denne ammunition er dog ikke personelminer og har ingen langsigtet indvirkning på civile efter brug.
De samlede thailandske tab for konflikten udgjorde seks dræbte soldater og 13 civile, mens 29 soldater og 46 civile var blevet såret under de to dages kamp mod cambodjanske styrker.
De cambodjanske myndigheder offentliggjorde deres samlede tabstal under en pressekonference om morgenen den 26. juli. Ifølge Forsvarsministeriet var fem soldater blevet dræbt og 21 såret, mens otte civile har mistet livet og 50 var blevet såret.

## Møde i FNs sikkerhedsråd
Thailand afviste mæglingstilbud fra USA, Kina og Malaysia med begrundelsen, at nationen ville løse tvisten med Cambodja gennem direkte bilaterale samtaler uden tredjepartsindblanding. Trods den ustabile situation, sagde Thailand, at de fortsat er åben for dialog. Svar fra Cambodjas regering om en bilateral løsning, udeblev.
Cambodja indbragte konflikten for FN's sikkerhedsråd med krav om øjeblikkelig ubetinget våbenhvile. Cambodja foreslog også, at sikkerhedsrådet skulle henviser den thailandsk-cambodjanske konflikt til Den Internationale Domstol. Det cambodjanske forslag blev dog ikke taget i betragtning af det 15-medlemmer store sikkerhedsråd, og der var ingen debat. Konflikterne mellem Thailand og Cambodja blev anset som begrænset til alene sammenstød langs den fælles grænse, ikke som en umiddelbar trussel mod verdensfreden. Selvom mødet blev afsluttet uden en resolution, var der forslag fra rådsmedlemmer om, hvordan Thailand og Cambodja skulle løse deres igangværende konflikter. Hvis situationen ikke eskalerer yderligere, er det usandsynligt, at FN's Sikkerhedsråd vil diskutere spørgsmålet igen.

## 26. juli
Cambodja åbnede ny kampfront klokken 5:10 med artilleriangreb mod thailandske militærstillinger i Trat – der er en sydøstlig thailandsk provins på grænsen til Cambodja og mod syd beliggende ud til Thailandsbugten – selv om grænsen her ikke er omfattet af stridigheder. Den thailandske flåde iværksatte modangreb. De invaderende cambodjanske styrker blev tvunget til at trække sig tilbage efter en voldsom kamp, der varede omkring en halv time. Der var allerede den 25. juli indført krigsretstilstand i otte distrikter i Chanthaburi- og Trat-provinserne, for at beskytte thailandsk suverænitet og offentlig sikkerhed. Borgmesteren i Nong Samet-underdistriktet konfiskerede midlertidigt alle mobiltelefoner fra cambodjanske gæstearbejdere – adskillige cambodjanere arbejder i Thailand – der søgte tilflugt i et evakueringskvarter. Som en sikkerhedsforanstaltning blev kommunikationssignalerne afbrudt. Kampene fortsatte otte steder langs den fælles grænse, fra Ubon Ratchathani til Buri Ram.

## Trump opfordrer til våbenhvile
USAs præsident Donald Trump opfordrede til våbenhvile. Han skrev på sit sociale medie, Truth Social, at Cambodja og Thailand havde indvilget i at mødes for at arbejde henimod en våbenhvile. Han delte flere opslag med henvisning til telefonsamtaler med såvel Cambodjas premierminister Hun Manet og Thailands fungerende premierminister Phumtham Wechayachai, hvori han sage, at "begge parter søger en øjeblikkelig våbenhvile og fred". Trump advarerede desuden de to lande om, at der ikke bliver nogen toldaftale med USA, hvis de ikke indstiller grænsekonflikten.
Det thailandske militærs pligt er, at fortsætte sine operationer i overensstemmelse med sin strategi, mens forhandlinger om våbenhvile er den thailandske regerings ansvar, udtalte den thailandske hærs vicetalsmand, oberst Richa Suksuvanon, den 27. juli, efter cambodjanske tropper havde angrebet området med Ta Muen Thom-templet i Surin-provinsen. Richa tilføjede: »De thailandske styrker er kun parate til at stoppe med at skyde, når de cambodjanske tropper stopper deres beskydning og anmoder om våbenhvile.«

## 27. juli
Omkring klokken 4 morgenen åbnede cambodjanske artilleriild mod det historiske khmer-tempel Prasat Ta Muen Thom i Surin-provinsen  i et forsøg på at generobre tabt territorium. Talrige huse i omkringliggende områder blev enten brændt ned eller alvorligt beskadiget, efter at være blevet ramt af BM-21-raketter. Der var ingen rapporter om civile tab som følge af beskydningen. Klokken 06:30 affyrede Cambodja fire raketter fra Samrong-flyvepladsen, hvilket beskadigede to thailandske hjem og dræbte fem husdyr i Ubon Ratchathani-provinsen. En BM-21-raket ramte Saothongchai-distriktet i Si Sa Ket-provinsen, hvor en civil blev dræbt, og en anden blev såret.
Det thailandske luftvåben brugte to Gripen 39C/D- og to F-16-jagerfly til at udføre kirurgiske angreb på cambodjanske artilleri- og raketinstallationer ved de gamle templer Ta Kwai og Ta Muen Thom i Surin-provinsen. Det var første gang de svensk byggede Gripen-fly var i faktisk kamp.
Ifølge nyhedsbureauet Reuters var dødstallet steget til over 30, herunder 13 civile i Thailand og otte civile i Cambodja. Thailand oplyste de civile tabstal til i alt 51, heraf 14 dræbte, 12 kritisk sårede og 13 lettere sårede. De militære tabstal var 111, heraf 8 dræbte og 111 sårede.
Den thailandske hær sendte ligene af 12 cambodjanske soldater, der blev dræbt under voldsomme kampe ved Phu Makua i Si Sa Ket, tilbage til Cambodja. Hjemsendelse af faldne soldater sker i overensstemmelse med internationale humanitære principper og af respekt for soldater, der dør på slagmarken, uanset hvilken side de tilhører.

## 28. juli

### Våbenhvile
Ved et møde i Malaysia den 28. juli mellem Cambodjas premisierminister Hun Manet Thailands fungerende premierminister Phumtham Wechayachai under ledelse af Malaysias premierminister Anwar Ibrahim blev der klokken 18 lokal  offentliggjort våbenhvile med virkning fra midnat. Desuden blev det aftalt, at organisere et uformelt møde mellem kommandøren for thailandske landdistrikters militærkommandører og Cambodjas militærlandsby 4 og 5 den 29. juli, og fortsætte med at organisere et møde med militæret og militærbrigaderne ledet af ASEAN-chefen, hvis der er enighed fra begge parter. Desuden møde i Cambodja-Thailand General Border Committee (forkortet GBC, på dansk: Cambodja-Thailand generelle grænsekomité) den 4. august, som Cambodja vil være vært for.

### Fortsatte militære angreb
Kampe fortsatte dagen igennem, da begge parter ønskede at avancere og søge taktiske fordele inden en våbenhvile trådte i kraft. Cambodjanske styrker fortsatte artilleribeskydningen i Ta Mieng-området nær Ta Muen Thom-templet i Surin-provinsen. Der var fortsat er sammenstød langs den thailandsk-cambodjanske grænse, hvor cambodjanske styrker fortsætter med at sende forstærkninger i et forsøg på at generobre territorium.
Kampene forsatte, hvor begge sider udvekslende artilleriild, til blot ti minutter før deadlinevåbenhvilen begyndte. Cambodja fortsatte dog med at angribe thailandske hærstillinger flere steder. Den suspenderede premierminister og nuværende kulturminister, Paetongtarn Shinawatra sagde den 29. juli, at hun ikke var overrasket over Cambodjas brud på våbenhvileaftalen og beskyldte nationen for ikke at opføre sig som gentlemen med hensyn til at holde løfter.

## 29. juli
Thailandske tropper kontrollede de gamle templer Preah Vihear, Ta Muen Thom og Ta Kwai, samt den strategisk vigtige Pha Makua-bakketop, tæt på Preah Vihear-templet. Thailand fik i alt fuld militær kontrol over 11 grænseområder, der var omstridt af Cambodja.
Den thailandske regering indsendte rapporter til Malaysia, USA og Kina – i deres egenskab af værter og vidner til våbenhvileforhandlingerne – med detaljerede oplysninger om hvad Thailand betragtede som cambodjanske brud på våbenhvileaftalen indtil klokken 10 formiddag.
Thailandske tropper tilbageholdt 18 cambodjanske soldater efter et grænseopgør. Hændelsen fandt sted i Sam Taet, Si Sa Ket-provinsen, efter at cambodjanske styrker affyrede tunge våben ind på thailandsk territorium. Som svar slog thailandske specialkavalerienheder tilbage, hvilket førte til de cambodjanske soldaters overgivelse.

## Efterspil
På trods af, at den thailandske hær beskyldte cambodjanske styrker for at have iværksat nye angreb i flere områder, en påstand Phnom Penh benægtede, dukkede der den 30. juli yderligere tegn på deeskalering op. Thailandske og cambodjanske repræsentanter viste sig smilende sammen med Kinas viceudenrigsminister Sun Weidong ved et uformelt møde i Shanghai. Ifølge en erklæring fra Kinas udenrigsministerium gentog begge parter "deres engagement i våbenhvilekonsensus" og udtrykte påskønnelse for den kinesiske regerings rolle i deeskaleringen af krisen.
Næsten 200 thailandske statsborgere var ivrige efter at vende tilbage til deres tidligere arbejde i Cambodja i takt med at spændingerne aftog. Kun 74 af repatrierede thailandske arbejdere valgte ikke at vende tilbage. Deres job – der ofte er forbundet med callcentersvindel, online gambling-svindel og kasinoer – afslørede den tiltrækningskraft, disse ulovlige aktiviteter stadig har, på trods af bekæmpelsesindsatser.
Cambodja beskyldte Thailand for at have kidnappet 20 cambodjanske soldater klokken fem morgen den 29. juli efter våbenhvilen var trådt i kraft. Det lykkedes én at flygte, mens 19 blev ført til thailandsk territorium. Thailand afviste, at der var tale om kidnapning. De cambodjanske soldater overgav sig frivilligt og indvilligede i at blive afvæbnet efter voldsomme kampe, efter at være løbet tør for ammunition. To soldater blev fundet døde. Alle 18 tilbageholdte soldater risikerer retsforfølgelse for ulovlig indrejse. To sårede soldater modtog lægebehandling på et hospital under sikkerhedsopsyn. Hæren oplyste, at den behandlede dem godt – sørgede for mad, badefaciliteter, tandbørster og lægehjælp til de sårede – og forberedte, at sende dem tilbage.
Den 4. august udstedte Cambodja konge, Norodom Sihamoni, et dekret, der tildeler Senatspræsident Hun Sen og hans søn, premierminister Hun Manet, nøgleansvar for at sikre det nationale forsvar og beskytte kongerigets territoriale integritet.
Den 5. august besluttede den thailandske regering, at betale 10 millioner baht (cirka to millioner kroner) i kompensation til hver af de 15 dræbte thailandske soldaters efterladte. Yderligere betales otte millioner baht (cirka 1,6 millioner kroner) til hver af de 14 civile dræbtes familier. Ud over de dræbte var der 12 civile med alvorlige skader og 192 sårede soldater. De cambodjanske myndigheder oplyste ikke militære tabstal. Forskellige skøn lød på fra 700 til 6.000, mens den thailandske hær skønnede antallet til omkring 2.500 dræbte cambodjanske soldater.
Den cambodjanske regering ville nominere amerikas præsident, Donald Trump, til Nobels fredspris for sin indsat med, at etablere en våbenhvile. Der var ikke tilsvarende udbredt ros i Thailand. Ultranationalistiske thailændere mente, at de thailandske væbnede styrker i stedet skulle invadere Phnom Penh, "for at gøre op med regnskabet én gang for alle." Cambodjanere derimod, anså sig selv som ofre for konflikten og reddet af Trump, uden hans indgriben ville tabene have været meget større. Thailands afvisning af, at anerkende denne præstation sagde meget, ifølge Cambodja: "I stedet for at anerkende sin egen rolle i at eskalere spændingerne, gemmer Bangkok sig bag sarkasme og kritiserer Cambodja for at værdsætte fred. Ved at håne Cambodjas gestus afslører Thailand sin stolthed og sin manglende vilje til at erkende ansvaret for krisen [... ] Latterliggørelse af Cambodja kan ikke udviske virkeligheden. Trumps indgriben hjalp med at stoppe blodsudgydelserne. Hans engagement pressede Thailand til endelig at respektere våbenhvilen efter uger med grænseoverskridende provokationer, der risikerede at trække regionen ind i en dybere konflikt."
Cambodjanere var desuden rasende på den svenske regering, for at have solgt de Gripen-fly, som Thailand brugte til at angribe militære mål i Cambodja. De kritiserede dog ikke USA for at sælge F-16-fly til Thailand, selvom F-16-flyene også blev anvendt imod cambodjanske militære mål, og blev brugt før Gripen-flyene blev indsat. Thailand beskyldte Cambodja for gentagen spredning af fake news, blandt om, at Sverige ikke ville levere flere Gripen-fly til Thailand, hvilket den svenske regering afkræftede, og at såvel Japan som Sydkorea skulle levere droner og GPS-guidede bomber til Thailand, hvilket begge landes ambassader efterfølgende afviste som falsk. Også Kina afviste falske rapporter om, at have doneret droner til Cambodja.
Center for Grænseforvaltning meddelte den 10. august, at grænsen nu stort set var fredelig og sikker nok til, at evakuerede beboerne kunne vende tilbage til deres hjem. Myndighederne arbejdede dog fortsat på, at rydde ueksploderet ammunition.